# 麦迪逊·皮尔曼
麦迪逊·皮尔曼（英語：Maddison Pearman，1996年1月23日—），加拿大女子速度滑冰运动员，2023年四大洲速度滑冰锦标赛女子团体追逐赛金牌得主、2024年四大洲速度滑冰锦标赛女子团体竞速赛铜牌得主、2024年世界单程距离速度滑冰锦标赛女子团体竞速赛金牌得主。